# Pachir Aw Agam (huyện)
Pachir wa Agam là một huyện thuộc tỉnh Nangarhar, Afghanistan. Dân số thời điểm năm 1999 là 31,292 người.